# تونغران
تونغران (بالصينية: 铜仁市) تقع مدينة تونغرن ، (وهي مدينة على مستوى المحافظة تخضع لسلطة مقاطعة قويتشو) في الجزء الشمالي الشرقي من مقاطعة قويتشو، في المناطق النائية من جبل وولينغ، بجوار مدينة هوايهوا، بمقاطعة هونان من الشرق، وتحد مدينة تشونغتشينغ من الشمال، وعالية في الشمال الغربي ومنخفضة في الجنوب الشرقي. وتهيمن الجبال على المنطقة بأكملها، وتنتمي معظم المناطق إلى منطقة مناخية رطبة متوسطة شبه استوائية؛ بمساحة إجمالية قدرها 18.003 كيلومترات مربعة، ولاية قضائية على منطقتين بلديتين، و 4 مقاطعات، و 4 مقاطعات مستقلة؛ بلغ عدد السكان الدائمين في عام 2018 (3،168،800) نسمة.